# Liste des planètes mineures non numérotées découvertes en janvier 2013
Pour un article plus général, voir Liste des planètes mineures non numérotées découvertes en 2013.
Pour un article plus général, voir Liste des planètes mineures.
Cet article dresse la liste des planètes mineures (astéroïdes, centaures, objets transneptuniens et assimilés) non numérotées découvertes en janvier 2013 dans l'ordre de leur découverte.
Au 15 janvier 2025, 661 077 des 1 434 993 planètes mineures répertoriées par le Centre des planètes mineures ne sont pas encore numérotées, soit 46,07 %.

## Rappel concernant la désignation provisoire
La désignation provisoire indique l'ordre de découverte de ces objets. En effet, cette désignation est composée de l'année de découverte (par exemple 2013) suivie de la quinzaine (demi-mois) de découverte (p.e. A = 1-15 janvier) puis de l'ordre de découverte dans cette quinzaine. Cet ordre est indiqué par une lettre et éventuellement un chiffre comme suit : A pour la première découverte, B pour la deuxième, ..., Z pour la 25e (le I n'est pas utilisé pour éviter la confusion avec 1), A1 pour la 26e, B1 pour la 27e, etc. , Z1 pour la 50e, A2 pour la 51e, B2 pour la 52e, etc. L'ordre de la numérotation ne suit donc pas l'ordre alphanumérique. 2013 AA1 suit ainsi 2013 AZ et précède 2013 AB1.

## Liste

### Du1erau 15 janvier
- 2013 AC
- 2013 AE
- 2013 AH
- 2013 AM
- 2013 AQ
- 2013 AV
- 2013 AA1
- 2013 AC1
- 2013 AE1
- 2013 AL1
- 2013 AO1
- 2013 AU1
- 2013 AD2
- 2013 AP2
- 2013 AQ2
- 2013 AT2
- 2013 AV2
- 2013 AX2
- 2013 AE3
- 2013 AH3
- 2013 AJ3
- 2013 AX3
- 2013 AZ3
- 2013 AB4
- 2013 AC4
- 2013 AD4
- 2013 AE4
- 2013 AF4
- 2013 AH4
- 2013 AX4
- 2013 AE5
- 2013 AK5
- 2013 AL5
- 2013 AK6
- 2013 AM6
- 2013 AV7
- 2013 AG9
- 2013 AK9
- 2013 AH10
- 2013 AN10
- 2013 AP10
- 2013 AS10
- 2013 AW10
- 2013 AH11
- 2013 AJ11
- 2013 AK11
- 2013 AL11
- 2013 AT11
- 2013 AG12
- 2013 AJ12
- 2013 AK13
- 2013 AX13
- 2013 AF14
- 2013 AL14
- 2013 AO14
- 2013 AR14
- 2013 AA15
- 2013 AQ15
- 2013 AA16
- 2013 AD16
- 2013 AP16
- 2013 AX16
- 2013 AB17
- 2013 AC17
- 2013 AN17
- 2013 AO17
- 2013 AJ18
- 2013 AO18
- 2013 AP18
- 2013 AH19
- 2013 AK19
- 2013 AA20
- 2013 AE20
- 2013 AH20
- 2013 AK20
- 2013 AL20
- 2013 AM20
- 2013 AN20
- 2013 AO20
- 2013 AP20
- 2013 AW20
- 2013 AF22
- 2013 AJ22
- 2013 AQ22
- 2013 AB25
- 2013 AC25
- 2013 AE25
- 2013 AV25
- 2013 AY25
- 2013 AA26
- 2013 AH26
- 2013 AK26
- 2013 AL26
- 2013 AB27
- 2013 AE27
- 2013 AJ27
- 2013 AK27
- 2013 AO27
- 2013 AP27
- 2013 AQ27
- 2013 AR27
- 2013 AS27
- 2013 AT27
- 2013 AD29
- 2013 AH30
- 2013 AV30
- 2013 AF31
- 2013 AL31
- 2013 AS31
- 2013 AY31
- 2013 AA32
- 2013 AB32
- 2013 AC32
- 2013 AD32
- 2013 AO32
- 2013 AJ33
- 2013 AO33
- 2013 AP33
- 2013 AG34
- 2013 AH34
- 2013 AL34
- 2013 AR34
- 2013 AV34
- 2013 AO35
- 2013 AS35
- 2013 AS36
- 2013 AL37
- 2013 AM37
- 2013 AR37
- 2013 AU37
- 2013 AX37
- 2013 AG38
- 2013 AL38
- 2013 AO38
- 2013 AD39
- 2013 AB40
- 2013 AE40
- 2013 AO40
- 2013 AK41
- 2013 AL41
- 2013 AS41
- 2013 AB42
- 2013 AD42
- 2013 AM42
- 2013 AO42
- 2013 AW42
- 2013 AY42
- 2013 AP43
- 2013 AU43
- 2013 AY44
- 2013 AB45
- 2013 AN45
- 2013 AS45
- 2013 AT45
- 2013 AG46
- 2013 AH46
- 2013 AJ46
- 2013 AQ46
- 2013 AD47
- 2013 AG47
- 2013 AK47
- 2013 AL47
- 2013 AP47
- 2013 AA48
- 2013 AK48
- 2013 AP48
- 2013 AT48
- 2013 AF49
- 2013 AK49
- 2013 AL49
- 2013 AN49
- 2013 AW49
- 2013 AZ49
- 2013 AC50
- 2013 AG50
- 2013 AH50
- 2013 AN50
- 2013 AO50
- 2013 AW50
- 2013 AA51
- 2013 AE51
- 2013 AK51
- 2013 AQ51
- 2013 AV51
- 2013 AO52
- 2013 AZ52
- 2013 AC53
- 2013 AD53
- 2013 AE53
- 2013 AF53
- 2013 AG53
- 2013 AH53
- 2013 AL53
- 2013 AU53
- 2013 AV53
- 2013 AD54
- 2013 AE54
- 2013 AF54
- 2013 AN54
- 2013 AO54
- 2013 AS54
- 2013 AG55
- 2013 AY55
- 2013 AQ56
- 2013 AG57
- 2013 AP57
- 2013 AX57
- 2013 AJ59
- 2013 AQ59
- 2013 AU59
- 2013 AX59
- 2013 AD60
- 2013 AK60
- 2013 AM60
- 2013 AN60
- 2013 AO60
- 2013 AQ60
- 2013 AR60
- 2013 AU60
- 2013 AX60
- 2013 AY60
- 2013 AZ60
- 2013 AW61
- 2013 AF62
- 2013 AG62
- 2013 AM62
- 2013 AN62
- 2013 AR62
- 2013 AS62
- 2013 AV62
- 2013 AY62
- 2013 AZ62
- 2013 AG63
- 2013 AN63
- 2013 AD64
- 2013 AF64
- 2013 AT64
- 2013 AU64
- 2013 AV64
- 2013 AB65
- 2013 AH66
- 2013 AS66
- 2013 AZ68
- 2013 AC69
- 2013 AE69
- 2013 AF69
- 2013 AG69
- 2013 AT69
- 2013 AG70
- 2013 AK70
- 2013 AV70
- 2013 AK71
- 2013 AN71
- 2013 AR71
- 2013 AT71
- 2013 AP72
- 2013 AQ72
- 2013 AR72
- 2013 AS72
- 2013 AT72
- 2013 AC73
- 2013 AU73
- 2013 AA74
- 2013 AC75
- 2013 AF75
- 2013 AJ75
- 2013 AC76
- 2013 AE76
- 2013 AG76
- 2013 AH76
- 2013 AK76
- 2013 AN76
- 2013 AP76
- 2013 AS76
- 2013 AT76
- 2013 AU76
- 2013 AA77
- 2013 AR77
- 2013 AU77
- 2013 AV77
- 2013 AA78
- 2013 AL78
- 2013 AM78
- 2013 AN78
- 2013 AF79
- 2013 AK79
- 2013 AL79
- 2013 AO79
- 2013 AR79
- 2013 AS79
- 2013 AU79
- 2013 AG80
- 2013 AK80
- 2013 AB81
- 2013 AA82
- 2013 AF82
- 2013 AH82
- 2013 AJ82
- 2013 AR82
- 2013 AU82
- 2013 AV83
- 2013 AB84
- 2013 AV84
- 2013 AB85
- 2013 AC85
- 2013 AJ85
- 2013 AL85
- 2013 AX85
- 2013 AZ85
- 2013 AA86
- 2013 AM86
- 2013 AQ86
- 2013 AU86
- 2013 AZ86
- 2013 AG87
- 2013 AH87
- 2013 AL87
- 2013 AQ87
- 2013 AU87
- 2013 AW87
- 2013 AK88
- 2013 AZ88
- 2013 AL89
- 2013 AE90
- 2013 AM90
- 2013 AP90
- 2013 AQ90
- 2013 AJ91
- 2013 AP92
- 2013 AZ92
- 2013 AM93
- 2013 AD94
- 2013 AA95
- 2013 AG95
- 2013 AN96
- 2013 AO96
- 2013 AR97
- 2013 AS97
- 2013 AX97
- 2013 AJ98
- 2013 AW98
- 2013 AH99
- 2013 AG100
- 2013 AH100
- 2013 AE101
- 2013 AQ101
- 2013 AU101
- 2013 AF103
- 2013 AH103
- 2013 AM103
- 2013 AA104
- 2013 AG104
- 2013 AH104
- 2013 AU104
- 2013 AZ104
- 2013 AJ105
- 2013 AN105
- 2013 AO105
- 2013 AS105
- 2013 AF106
- 2013 AX106
- 2013 AJ107
- 2013 AM107
- 2013 AN107
- 2013 AP107
- 2013 AT107
- 2013 AU107
- 2013 AY107
- 2013 AP108
- 2013 AZ108
- 2013 AG109
- 2013 AH109
- 2013 AC110
- 2013 AL110
- 2013 AP110
- 2013 AA111
- 2013 AE111
- 2013 AY112
- 2013 AG113
- 2013 AM113
- 2013 AQ113
- 2013 AT113
- 2013 AW113
- 2013 AX113
- 2013 AT114
- 2013 AU114
- 2013 AX114
- 2013 AY114
- 2013 AZ114
- 2013 AA115
- 2013 AK115
- 2013 AM115
- 2013 AO115
- 2013 AT115
- 2013 AJ116
- 2013 AQ116
- 2013 AB117
- 2013 AD117
- 2013 AO117
- 2013 AQ117
- 2013 AC118
- 2013 AJ118
- 2013 AW119
- 2013 AX119
- 2013 AC120
- 2013 AK120
- 2013 AQ120
- 2013 AS120
- 2013 AT120
- 2013 AP121
- 2013 AY121
- 2013 AC122
- 2013 AO122
- 2013 AS122
- 2013 AD123
- 2013 AE123
- 2013 AF123
- 2013 AJ123
- 2013 AK123
- 2013 AG124
- 2013 AO124
- 2013 AQ124
- 2013 AK125
- 2013 AF126
- 2013 AG126
- 2013 AN126
- 2013 AD127
- 2013 AN127
- 2013 AU127
- 2013 AN128
- 2013 AR128
- 2013 AJ130
- 2013 AL130
- 2013 AY130
- 2013 AX132
- 2013 AE133
- 2013 AZ133
- 2013 AA134
- 2013 AD134
- 2013 AJ134
- 2013 AK134
- 2013 AQ134
- 2013 AB135
- 2013 AC135
- 2013 AO135
- 2013 AQ135
- 2013 AS135
- 2013 AY135
- 2013 AD136
- 2013 AK136
- 2013 AB137
- 2013 AE137
- 2013 AG137
- 2013 AM137
- 2013 AP137
- 2013 AX137
- 2013 AA138
- 2013 AB138
- 2013 AK138
- 2013 AL138
- 2013 AS138
- 2013 AU138
- 2013 AW138
- 2013 AX138
- 2013 AY138
- 2013 AB139
- 2013 AE139
- 2013 AH139
- 2013 AK139
- 2013 AL139
- 2013 AM139
- 2013 AN139
- 2013 AP139
- 2013 AQ139
- 2013 AS139
- 2013 AU139
- 2013 AW139
- 2013 AY139
- 2013 AA140
- 2013 AD140
- 2013 AF140
- 2013 AG140
- 2013 AH140
- 2013 AK140
- 2013 AL140
- 2013 AN140
- 2013 AO140
- 2013 AP140
- 2013 AQ140
- 2013 AR140
- 2013 AT140
- 2013 AU140
- 2013 AW140
- 2013 AY140
- 2013 AZ140
- 2013 AA141
- 2013 AC141
- 2013 AF141
- 2013 AG141
- 2013 AJ141
- 2013 AK141
- 2013 AL141
- 2013 AM141
- 2013 AP141
- 2013 AS141
- 2013 AT141
- 2013 AU141
- 2013 AV141
- 2013 AY141
- 2013 AC142
- 2013 AD142
- 2013 AG142
- 2013 AH142
- 2013 AJ142
- 2013 AK142
- 2013 AP142
- 2013 AR142
- 2013 AU142
- 2013 AX142
- 2013 AY142
- 2013 AZ142
- 2013 AF143
- 2013 AG143
- 2013 AM143
- 2013 AN143
- 2013 AQ143
- 2013 AS143
- 2013 AT143
- 2013 AU143
- 2013 AV143
- 2013 AW143
- 2013 AX143
- 2013 AA144
- 2013 AB144
- 2013 AD144
- 2013 AF144
- 2013 AG144
- 2013 AJ144
- 2013 AK144
- 2013 AL144
- 2013 AM144
- 2013 AN144
- 2013 AP144
- 2013 AS144
- 2013 AT144
- 2013 AU144
- 2013 AV144
- 2013 AX144
- 2013 AY144
- 2013 AZ144
- 2013 AA145
- 2013 AB145
- 2013 AC145
- 2013 AD145
- 2013 AE145
- 2013 AF145
- 2013 AG145
- 2013 AL145
- 2013 AN145
- 2013 AO145
- 2013 AP145
- 2013 AQ145
- 2013 AT145
- 2013 AU145
- 2013 AW145
- 2013 AX145
- 2013 AY145
- 2013 AZ145
- 2013 AA146
- 2013 AB146
- 2013 AC146
- 2013 AD146
- 2013 AF146
- 2013 AG146
- 2013 AH146
- 2013 AJ146
- 2013 AK146
- 2013 AL146
- 2013 AM146
- 2013 AP146
- 2013 AQ146
- 2013 AR146
- 2013 AT146
- 2013 AV146
- 2013 AW146
- 2013 AX146
- 2013 AC147
- 2013 AD147
- 2013 AE147
- 2013 AH147
- 2013 AJ147
- 2013 AK147
- 2013 AL147
- 2013 AM147
- 2013 AO147
- 2013 AP147
- 2013 AR147
- 2013 AS147
- 2013 AT147
- 2013 AU147
- 2013 AW147
- 2013 AY147
- 2013 AB148
- 2013 AC148
- 2013 AD148
- 2013 AE148
- 2013 AK148
- 2013 AQ148
- 2013 AR148
- 2013 AT148
- 2013 AZ148
- 2013 AA149
- 2013 AD149
- 2013 AF149
- 2013 AH149
- 2013 AL149
- 2013 AM149
- 2013 AN149
- 2013 AZ149
- 2013 AA150
- 2013 AD150
- 2013 AJ150
- 2013 AK150
- 2013 AM150
- 2013 AP150
- 2013 AR150
- 2013 AV150
- 2013 AA151
- 2013 AF151
- 2013 AJ151
- 2013 AK151
- 2013 AM151
- 2013 AP151
- 2013 AS151
- 2013 AT151
- 2013 AU151
- 2013 AV151
- 2013 AW151
- 2013 AZ151
- 2013 AB152
- 2013 AC152
- 2013 AF152
- 2013 AG152
- 2013 AJ152
- 2013 AL152
- 2013 AN152
- 2013 AO152
- 2013 AP152
- 2013 AR152
- 2013 AS152
- 2013 AU152
- 2013 AV152
- 2013 AW152
- 2013 AX152
- 2013 AY152
- 2013 AZ152
- 2013 AB153
- 2013 AC153
- 2013 AD153
- 2013 AG153
- 2013 AJ153
- 2013 AL153
- 2013 AM153
- 2013 AQ153
- 2013 AR153
- 2013 AW153
- 2013 AX153
- 2013 AY153
- 2013 AZ153
- 2013 AA154
- 2013 AC154
- 2013 AD154
- 2013 AF154
- 2013 AH154
- 2013 AJ154
- 2013 AK154
- 2013 AL154
- 2013 AM154
- 2013 AO154
- 2013 AP154
- 2013 AQ154
- 2013 AY154
- 2013 AZ154
- 2013 AA155
- 2013 AB155
- 2013 AD155
- 2013 AE155
- 2013 AF155
- 2013 AL155
- 2013 AM155
- 2013 AO155
- 2013 AR155
- 2013 AT155
- 2013 AU155
- 2013 AV155
- 2013 AW155
- 2013 AY155
- 2013 AA156
- 2013 AG156
- 2013 AL156
- 2013 AM156
- 2013 AP156
- 2013 AR156
- 2013 AS156
- 2013 AT156
- 2013 AB157
- 2013 AF157
- 2013 AG157
- 2013 AH157
- 2013 AJ157
- 2013 AL157
- 2013 AM157
- 2013 AP157
- 2013 AQ157
- 2013 AS157
- 2013 AT157
- 2013 AU157
- 2013 AV157
- 2013 AX157
- 2013 AZ157
- 2013 AA158
- 2013 AC158
- 2013 AD158
- 2013 AF158
- 2013 AG158
- 2013 AH158
- 2013 AL158
- 2013 AM158
- 2013 AN158
- 2013 AO158
- 2013 AP158
- 2013 AQ158
- 2013 AS158
- 2013 AT158
- 2013 AV158
- 2013 AW158
- 2013 AX158
- 2013 AY158
- 2013 AA159
- 2013 AB159
- 2013 AC159
- 2013 AD159
- 2013 AE159
- 2013 AF159
- 2013 AH159
- 2013 AJ159
- 2013 AK159
- 2013 AL159
- 2013 AM159
- 2013 AO159
- 2013 AP159
- 2013 AR159
- 2013 AS159
- 2013 AT159
- 2013 AV159
- 2013 AW159
- 2013 AX159
- 2013 AB160
- 2013 AD160
- 2013 AE160
- 2013 AJ160
- 2013 AO160
- 2013 AS160
- 2013 AT160
- 2013 AC161
- 2013 AE161
- 2013 AL161
- 2013 AM161
- 2013 AN161
- 2013 AR161
- 2013 AT161
- 2013 AV161
- 2013 AW161
- 2013 AB162
- 2013 AC162
- 2013 AE162
- 2013 AF162
- 2013 AG162
- 2013 AL162
- 2013 AM162
- 2013 AP162
- 2013 AQ162
- 2013 AR162
- 2013 AU162
- 2013 AZ162
- 2013 AD163
- 2013 AJ163
- 2013 AK163
- 2013 AM163
- 2013 AN163
- 2013 AO163
- 2013 AQ163
- 2013 AT163
- 2013 AX163
- 2013 AB164
- 2013 AD164
- 2013 AE164
- 2013 AG164
- 2013 AJ164
- 2013 AN164
- 2013 AO164
- 2013 AQ164
- 2013 AT164
- 2013 AW164
- 2013 AY164
- 2013 AZ164
- 2013 AB165
- 2013 AG165
- 2013 AK165
- 2013 AL165
- 2013 AN165
- 2013 AP165
- 2013 AR165
- 2013 AS165
- 2013 AT165
- 2013 AW165
- 2013 AZ165
- 2013 AA166
- 2013 AC166
- 2013 AD166
- 2013 AG166
- 2013 AJ166
- 2013 AP166
- 2013 AR166
- 2013 AV166
- 2013 AX166
- 2013 AB167
- 2013 AC167
- 2013 AD167
- 2013 AS167
- 2013 AT167
- 2013 AU167
- 2013 AV167
- 2013 AY167
- 2013 AC168
- 2013 AF168
- 2013 AG168
- 2013 AJ168
- 2013 AN168
- 2013 AQ168
- 2013 AR168
- 2013 AS168
- 2013 AX168
- 2013 AB169
- 2013 AJ169
- 2013 AL169
- 2013 AM169
- 2013 AS169
- 2013 AW169
- 2013 AY169
- 2013 AZ169
- 2013 AC170
- 2013 AE170
- 2013 AF170
- 2013 AG170
- 2013 AM170
- 2013 AS170
- 2013 AX170
- 2013 AH171
- 2013 AJ171
- 2013 AO171
- 2013 AQ171
- 2013 AR171
- 2013 AS171
- 2013 AT171
- 2013 AV171
- 2013 AW171
- 2013 AX171
- 2013 AD172
- 2013 AE172
- 2013 AF172
- 2013 AG172
- 2013 AJ172
- 2013 AL172
- 2013 AN172
- 2013 AQ172
- 2013 AR172
- 2013 AS172
- 2013 AT172
- 2013 AU172
- 2013 AV172
- 2013 AW172
- 2013 AX172
- 2013 AY172
- 2013 AC173
- 2013 AD173
- 2013 AE173
- 2013 AG173
- 2013 AJ173
- 2013 AK173
- 2013 AL173
- 2013 AQ173
- 2013 AS173
- 2013 AT173
- 2013 AV173
- 2013 AW173
- 2013 AZ173
- 2013 AC174
- 2013 AD174
- 2013 AE174
- 2013 AF174
- 2013 AG174
- 2013 AJ174
- 2013 AK174
- 2013 AM174
- 2013 AA175
- 2013 AE175
- 2013 AG175
- 2013 AH175
- 2013 AJ175
- 2013 AK175
- 2013 AL175
- 2013 AM175
- 2013 AN175
- 2013 AO175
- 2013 AQ175
- 2013 AR175
- 2013 AU175
- 2013 AV175
- 2013 AW175
- 2013 AX175
- 2013 AA176
- 2013 AB176
- 2013 AC176
- 2013 AE176
- 2013 AG176
- 2013 AH176
- 2013 AJ176
- 2013 AK176
- 2013 AM176
- 2013 AN176
- 2013 AO176
- 2013 AP176
- 2013 AR176
- 2013 AS176
- 2013 AT176
- 2013 AV176
- 2013 AW176
- 2013 AY176
- 2013 AB177
- 2013 AD177
- 2013 AE177
- 2013 AG177
- 2013 AH177
- 2013 AJ177
- 2013 AK177
- 2013 AN177
- 2013 AO177
- 2013 AP177
- 2013 AQ177
- 2013 AR177
- 2013 AU177
- 2013 AV177
- 2013 AW177
- 2013 AX177
- 2013 AY177
- 2013 AZ177
- 2013 AA178
- 2013 AB178
- 2013 AD178
- 2013 AE178
- 2013 AF178
- 2013 AG178
- 2013 AJ178
- 2013 AK178
- 2013 AL178
- 2013 AM178
- 2013 AN178
- 2013 AO178
- 2013 AQ178
- 2013 AR178
- 2013 AT178
- 2013 AV178
- 2013 AW178
- 2013 AZ178
- 2013 AA179
- 2013 AB179
- 2013 AC179
- 2013 AE179
- 2013 AG179
- 2013 AH179
- 2013 AJ179
- 2013 AK179
- 2013 AL179
- 2013 AN179
- 2013 AO179
- 2013 AP179
- 2013 AQ179
- 2013 AR179
- 2013 AT179
- 2013 AV179
- 2013 AW179
- 2013 AX179
- 2013 AZ179
- 2013 AB180
- 2013 AC180
- 2013 AD180
- 2013 AE180
- 2013 AH180
- 2013 AJ180
- 2013 AK180
- 2013 AL180
- 2013 AM180
- 2013 AN180
- 2013 AO180
- 2013 AP180
- 2013 AR180
- 2013 AS180
- 2013 AT180
- 2013 AU180
- 2013 AX180
- 2013 AY180
- 2013 AZ180
- 2013 AA181
- 2013 AC181
- 2013 AG181
- 2013 AJ181
- 2013 AM181
- 2013 AO181
- 2013 AP181
- 2013 AR181
- 2013 AS181
- 2013 AT181
- 2013 AV181
- 2013 AW181
- 2013 AX181
- 2013 AA182
- 2013 AC182
- 2013 AD182
- 2013 AF182
- 2013 AJ182
- 2013 AK182
- 2013 AL182
- 2013 AM182
- 2013 AP182
- 2013 AT182
- 2013 AY182
- 2013 AR183
- 2013 AU183
- 2013 AY183
- 2013 AF184
- 2013 AG184
- 2013 AJ184
- 2013 AK184
- 2013 AL184
- 2013 AN184
- 2013 AO184
- 2013 AP184
- 2013 AU184
- 2013 AY184
- 2013 AD185
- 2013 AH185
- 2013 AJ185
- 2013 AK185
- 2013 AR185
- 2013 AE186
- 2013 AL186
- 2013 AR186
- 2013 AX186
- 2013 AA187
- 2013 AV187
- 2013 AX187
- 2013 AD188
- 2013 AF188
- 2013 AV188
- 2013 AM189
- 2013 AN189
- 2013 AQ189
- 2013 AR189
- 2013 AX189
- 2013 AY189
- 2013 AZ189
- 2013 AN190
- 2013 AO190
- 2013 AQ190
- 2013 AR190
- 2013 AS190
- 2013 AT190
- 2013 AV190
- 2013 AW190
- 2013 AX190
- 2013 AZ190
- 2013 AA191
- 2013 AD191
- 2013 AG191
- 2013 AK191
- 2013 AM191
- 2013 AN191
- 2013 AQ191
- 2013 AR191
- 2013 AS191
- 2013 AT191
- 2013 AV191
- 2013 AW191
- 2013 AX191
- 2013 AY191
- 2013 AA192
- 2013 AB192
- 2013 AD192
- 2013 AE192
- 2013 AF192
- 2013 AH192
- 2013 AK192
- 2013 AL192
- 2013 AN192
- 2013 AO192
- 2013 AP192
- 2013 AQ192
- 2013 AR192
- 2013 AT192
- 2013 AU192
- 2013 AG193
- 2013 AH193
- 2013 AJ193
- 2013 AK193
- 2013 AN193
- 2013 AX193
- 2013 AZ193
- 2013 AA194
- 2013 AB194
- 2013 AC194
- 2013 AF194
- 2013 AH194
- 2013 AJ194
- 2013 AK194
- 2013 AL194
- 2013 AM194
- 2013 AN194
- 2013 AT194
- 2013 AV194
- 2013 AZ194
- 2013 AA195
- 2013 AE195
- 2013 AG195
- 2013 AH195
- 2013 AK195
- 2013 AN195
- 2013 AO195
- 2013 AP195
- 2013 AQ195
- 2013 AT195
- 2013 AU195
- 2013 AV195
- 2013 AW195
- 2013 AX195
- 2013 AY195
- 2013 AA196
- 2013 AD196
- 2013 AE196
- 2013 AF196
- 2013 AG196
- 2013 AH196
- 2013 AK196
- 2013 AN196
- 2013 AO196
- 2013 AW196
- 2013 AY196
- 2013 AD197
- 2013 AE197
- 2013 AF197
- 2013 AK197
- 2013 AN197
- 2013 AO197
- 2013 AS197
- 2013 AU197
- 2013 AX197
- 2013 AD198
- 2013 AH198
- 2013 AJ198
- 2013 AM198
- 2013 AP198
- 2013 AQ198
- 2013 AR198
- 2013 AS198
- 2013 AU198
- 2013 AX198
- 2013 AZ198
- 2013 AA199
- 2013 AD199
- 2013 AE199
- 2013 AG199
- 2013 AH199
- 2013 AO199
- 2013 AP199
- 2013 AS199
- 2013 AT199
- 2013 AX199
- 2013 AZ199
- 2013 AA200
- 2013 AB200
- 2013 AC200
- 2013 AF200
- 2013 AG200
- 2013 AH200
- 2013 AJ200
- 2013 AK200
- 2013 AL200
- 2013 AM200
- 2013 AP200
- 2013 AQ200
- 2013 AS200
- 2013 AT200
- 2013 AW200
- 2013 AX200
- 2013 AY200
- 2013 AZ200
- 2013 AA201
- 2013 AB201
- 2013 AC201
- 2013 AD201
- 2013 AE201
- 2013 AF201
- 2013 AG201
- 2013 AH201
- 2013 AJ201
- 2013 AK201
- 2013 AM201
- 2013 AN201
- 2013 AP201
- 2013 AQ201
- 2013 AR201
- 2013 AW201
- 2013 AY201
- 2013 AA202
- 2013 AB202
- 2013 AC202
- 2013 AE202
- 2013 AF202
- 2013 AG202
- 2013 AH202
- 2013 AK202
- 2013 AL202
- 2013 AM202
- 2013 AO202
- 2013 AP202
- 2013 AS202
- 2013 AU202
- 2013 AV202
- 2013 AX202
- 2013 AA203
- 2013 AB203
- 2013 AD203
- 2013 AE203
- 2013 AF203
- 2013 AJ203
- 2013 AK203
- 2013 AL203
- 2013 AM203
- 2013 AO203
- 2013 AP203
- 2013 AR203
- 2013 AT203
- 2013 AU203
- 2013 AX203
- 2013 AE204
- 2013 AF204
- 2013 AK204
- 2013 AL204
- 2013 AY204
- 2013 AA205
- 2013 AC205
- 2013 AD205
- 2013 AE205
- 2013 AF205
- 2013 AH205
- 2013 AK205
- 2013 AM205
- 2013 AN205
- 2013 AO205
- 2013 AR205
- 2013 AS205
- 2013 AT205
- 2013 AX205
- 2013 AY205
- 2013 AB206
- 2013 AC206
- 2013 AD206
- 2013 AE206
- 2013 AF206
- 2013 AG206
- 2013 AH206
- 2013 AJ206
- 2013 AK206
- 2013 AM206
- 2013 AP206
- 2013 AQ206
- 2013 AR206
- 2013 AS206
- 2013 AT206
- 2013 AU206
- 2013 AV206
- 2013 AW206
- 2013 AX206
- 2013 AY206
- 2013 AZ206
- 2013 AA207
- 2013 AB207
- 2013 AC207
- 2013 AD207
- 2013 AE207
- 2013 AG207
- 2013 AH207
- 2013 AK207
- 2013 AL207
- 2013 AM207
- 2013 AQ207
- 2013 AR207
- 2013 AS207
- 2013 AT207
- 2013 AX207
- 2013 AY207
- 2013 AZ207
- 2013 AA208
- 2013 AB208
- 2013 AD208
- 2013 AE208
- 2013 AF208
- 2013 AG208
- 2013 AH208
- 2013 AJ208
- 2013 AM208
- 2013 AN208
- 2013 AO208
- 2013 AP208
- 2013 AS208
- 2013 AT208
- 2013 AU208
- 2013 AV208
- 2013 AW208
- 2013 AX208
- 2013 AY208
- 2013 AZ208
- 2013 AA209
- 2013 AC209
- 2013 AD209
- 2013 AE209
- 2013 AH209
- 2013 AJ209
- 2013 AK209
- 2013 AL209
- 2013 AM209
- 2013 AN209
- 2013 AO209
- 2013 AP209
- 2013 AQ209
- 2013 AS209
- 2013 AT209
- 2013 AU209
- 2013 AV209
- 2013 AW209
- 2013 AZ209
- 2013 AA210
- 2013 AB210
- 2013 AD210
- 2013 AF210
- 2013 AG210
- 2013 AH210
- 2013 AL210
- 2013 AO210
- 2013 AP210
- 2013 AQ210
- 2013 AR210
- 2013 AS210
- 2013 AT210
- 2013 AU210
- 2013 AW210
- 2013 AX210
- 2013 AZ210
- 2013 AA211
- 2013 AB211
- 2013 AC211
- 2013 AD211
- 2013 AE211
- 2013 AF211
- 2013 AG211
- 2013 AH211
- 2013 AJ211
- 2013 AK211
- 2013 AL211
- 2013 AM211
- 2013 AN211
- 2013 AO211
- 2013 AP211
- 2013 AQ211
- 2013 AR211
- 2013 AS211
- 2013 AT211
- 2013 AV211
- 2013 AW211
- 2013 AX211
- 2013 AZ211
- 2013 AA212
- 2013 AB212
- 2013 AC212
- 2013 AE212
- 2013 AF212
- 2013 AG212
- 2013 AK212
- 2013 AL212
- 2013 AM212
- 2013 AN212
- 2013 AO212
- 2013 AQ212
- 2013 AR212
- 2013 AS212
- 2013 AT212
- 2013 AU212
- 2013 AW212
- 2013 AX212
- 2013 AY212
- 2013 AB213
- 2013 AC213
- 2013 AD213
- 2013 AE213
- 2013 AF213
- 2013 AG213
- 2013 AJ213
- 2013 AK213
- 2013 AL213
- 2013 AM213
- 2013 AN213
- 2013 AO213
- 2013 AP213
- 2013 AQ213
- 2013 AS213
- 2013 AT213
- 2013 AV213
- 2013 AW213
- 2013 AX213
- 2013 AZ213
- 2013 AA214
- 2013 AB214
- 2013 AC214
- 2013 AD214
- 2013 AE214
- 2013 AF214
- 2013 AJ214
- 2013 AK214
- 2013 AM214
- 2013 AN214
- 2013 AQ214
- 2013 AR214
- 2013 AS214
- 2013 AT214
- 2013 AU214
- 2013 AV214
- 2013 AW214
- 2013 AX214
- 2013 AY214
- 2013 AA215
- 2013 AB215
- 2013 AD215
- 2013 AE215
- 2013 AF215
- 2013 AG215
- 2013 AH215
- 2013 AJ215
- 2013 AK215
- 2013 AL215
- 2013 AM215
- 2013 AN215
- 2013 AO215
- 2013 AP215
- 2013 AR215
- 2013 AS215
- 2013 AT215
- 2013 AV215
- 2013 AW215
- 2013 AX215
- 2013 AZ215
- 2013 AA216
- 2013 AC216
- 2013 AD216
- 2013 AE216
- 2013 AF216
- 2013 AG216
- 2013 AH216
- 2013 AJ216
- 2013 AK216
- 2013 AM216
- 2013 AN216
- 2013 AO216
- 2013 AQ216
- 2013 AR216
- 2013 AS216
- 2013 AT216
- 2013 AU216
- 2013 AV216
- 2013 AW216
- 2013 AX216
- 2013 AY216
- 2013 AZ216
- 2013 AA217
- 2013 AB217
- 2013 AC217
- 2013 AD217
- 2013 AE217
- 2013 AF217
- 2013 AJ217
- 2013 AK217
- 2013 AL217
- 2013 AM217
- 2013 AN217
- 2013 AO217
- 2013 AP217
- 2013 AQ217
- 2013 AR217
- 2013 AS217
- 2013 AT217
- 2013 AU217
- 2013 AV217
- 2013 AW217
- 2013 AX217
- 2013 AY217
- 2013 AZ217
- 2013 AA218
- 2013 AB218
- 2013 AC218
- 2013 AD218
- 2013 AE218
- 2013 AF218
- 2013 AG218
- 2013 AH218
- 2013 AJ218
- 2013 AK218
- 2013 AL218
- 2013 AM218
- 2013 AN218
- 2013 AO218
- 2013 AP218
- 2013 AQ218
- 2013 AR218
- 2013 AS218
- 2013 AU218
- 2013 AV218
- 2013 AX218
- 2013 AY218
- 2013 AZ218
- 2013 AA219
- 2013 AB219
- 2013 AC219
- 2013 AD219
- 2013 AE219
- 2013 AG219
- 2013 AH219
- 2013 AJ219
- 2013 AK219
- 2013 AL219
- 2013 AM219
- 2013 AN219
- 2013 AO219
- 2013 AP219
- 2013 AQ219
- 2013 AR219
- 2013 AS219
- 2013 AT219
- 2013 AU219
- 2013 AV219
- 2013 AW219
- 2013 AX219
- 2013 AZ219
- 2013 AA220
- 2013 AB220
- 2013 AC220
- 2013 AD220
- 2013 AE220
- 2013 AF220
- 2013 AH220
- 2013 AJ220
- 2013 AK220
- 2013 AL220
- 2013 AM220
- 2013 AN220
- 2013 AP220
- 2013 AQ220
- 2013 AS220
- 2013 AT220
- 2013 AU220
- 2013 AV220
- 2013 AW220
- 2013 AX220
- 2013 AY220
- 2013 AZ220
- 2013 AA221
- 2013 AB221
- 2013 AC221
- 2013 AD221
- 2013 AE221
- 2013 AF221
- 2013 AG221
- 2013 AH221
- 2013 AJ221
- 2013 AK221
- 2013 AL221
- 2013 AM221
- 2013 AN221
- 2013 AO221
- 2013 AP221
- 2013 AQ221
- 2013 AR221
- 2013 AS221
- 2013 AT221
- 2013 AU221
- 2013 AV221
- 2013 AW221
- 2013 AX221
- 2013 AY221
- 2013 AZ221
- 2013 AA222
- 2013 AB222
- 2013 AC222
- 2013 AD222
- 2013 AE222
- 2013 AF222
- 2013 AG222
- 2013 AH222
- 2013 AJ222
- 2013 AK222
- 2013 AL222
- 2013 AM222
- 2013 AN222
- 2013 AO222
- 2013 AP222
- 2013 AQ222
- 2013 AR222
- 2013 AS222
- 2013 AT222
- 2013 AU222
- 2013 AW222
- 2013 AX222
- 2013 AY222
- 2013 AZ222
- 2013 AA223
- 2013 AC223
- 2013 AD223
- 2013 AE223
- 2013 AF223
- 2013 AH223
- 2013 AJ223
- 2013 AK223
- 2013 AL223
- 2013 AM223
- 2013 AN223
- 2013 AO223

### Du 16 au 31 janvier
- 2013 BU1
- 2013 BA2
- 2013 BJ2
- 2013 BN2
- 2013 BS2
- 2013 BU2
- 2013 BV2
- 2013 BW2
- 2013 BX2
- 2013 BY2
- 2013 BB3
- 2013 BC3
- 2013 BD3
- 2013 BM3
- 2013 BG4
- 2013 BH4
- 2013 BM4
- 2013 BQ4
- 2013 BS4
- 2013 BB5
- 2013 BD5
- 2013 BE5
- 2013 BV5
- 2013 BZ5
- 2013 BA6
- 2013 BB6
- 2013 BJ6
- 2013 BN6
- 2013 BS6
- 2013 BY6
- 2013 BC7
- 2013 BF7
- 2013 BA8
- 2013 BB8
- 2013 BO8
- 2013 BS8
- 2013 BB9
- 2013 BG9
- 2013 BY9
- 2013 BC10
- 2013 BD10
- 2013 BE10
- 2013 BF10
- 2013 BL10
- 2013 BN10
- 2013 BU10
- 2013 BY10
- 2013 BB11
- 2013 BC11
- 2013 BF11
- 2013 BQ11
- 2013 BW11
- 2013 BZ11
- 2013 BF12
- 2013 BK12
- 2013 BU12
- 2013 BE13
- 2013 BZ13
- 2013 BW14
- 2013 BX14
- 2013 BZ14
- 2013 BK15
- 2013 BL15
- 2013 BP15
- 2013 BQ15
- 2013 BR15
- 2013 BS15
- 2013 BT15
- 2013 BU15
- 2013 BV15
- 2013 BW15
- 2013 BX15
- 2013 BY15
- 2013 BA16
- 2013 BO16
- 2013 BQ16
- 2013 BR16
- 2013 BT16
- 2013 BX16
- 2013 BH17
- 2013 BK17
- 2013 BC18
- 2013 BD18
- 2013 BF18
- 2013 BG18
- 2013 BH18
- 2013 BL18
- 2013 BM18
- 2013 BN18
- 2013 BO18
- 2013 BP18
- 2013 BQ18
- 2013 BR18
- 2013 BS18
- 2013 BT18
- 2013 BW18
- 2013 BX18
- 2013 BY18
- 2013 BA19
- 2013 BD19
- 2013 BF19
- 2013 BO19
- 2013 BT19
- 2013 BV19
- 2013 BW19
- 2013 BL20
- 2013 BN20
- 2013 BG21
- 2013 BK21
- 2013 BP21
- 2013 BR21
- 2013 BU21
- 2013 BW21
- 2013 BL22
- 2013 BS22
- 2013 BY22
- 2013 BK23
- 2013 BM23
- 2013 BN23
- 2013 BQ23
- 2013 BG24
- 2013 BV24
- 2013 BA25
- 2013 BC25
- 2013 BD25
- 2013 BG26
- 2013 BK26
- 2013 BL26
- 2013 BO26
- 2013 BP26
- 2013 BQ26
- 2013 BT26
- 2013 BW26
- 2013 BY26
- 2013 BZ26
- 2013 BB27
- 2013 BC27
- 2013 BE27
- 2013 BF27
- 2013 BH27
- 2013 BJ27
- 2013 BN27
- 2013 BO27
- 2013 BP27
- 2013 BQ27
- 2013 BR27
- 2013 BV27
- 2013 BW27
- 2013 BX27
- 2013 BY27
- 2013 BJ28
- 2013 BK28
- 2013 BL28
- 2013 BT28
- 2013 BD29
- 2013 BO29
- 2013 BQ29
- 2013 BA30
- 2013 BE30
- 2013 BH30
- 2013 BN30
- 2013 BS30
- 2013 BY30
- 2013 BP31
- 2013 BR31
- 2013 BV31
- 2013 BY31
- 2013 BZ31
- 2013 BB32
- 2013 BG32
- 2013 BL32
- 2013 BN32
- 2013 BP32
- 2013 BZ33
- 2013 BA34
- 2013 BC34
- 2013 BL35
- 2013 BU35
- 2013 BZ35
- 2013 BA36
- 2013 BB36
- 2013 BF36
- 2013 BG36
- 2013 BJ36
- 2013 BN36
- 2013 BS36
- 2013 BZ36
- 2013 BB37
- 2013 BC37
- 2013 BD37
- 2013 BG37
- 2013 BM37
- 2013 BS37
- 2013 BZ37
- 2013 BJ38
- 2013 BQ38
- 2013 BT38
- 2013 BW38
- 2013 BF39
- 2013 BG39
- 2013 BH40
- 2013 BL40
- 2013 BO40
- 2013 BD41
- 2013 BJ41
- 2013 BR41
- 2013 BU41
- 2013 BY41
- 2013 BC42
- 2013 BG42
- 2013 BS42
- 2013 BJ43
- 2013 BR43
- 2013 BV43
- 2013 BB44
- 2013 BJ44
- 2013 BT44
- 2013 BY44
- 2013 BA45
- 2013 BO45
- 2013 BP45
- 2013 BR45
- 2013 BS45
- 2013 BT45
- 2013 BX45
- 2013 BM46
- 2013 BP46
- 2013 BR46
- 2013 BT46
- 2013 BZ46
- 2013 BA47
- 2013 BC47
- 2013 BD47
- 2013 BF47
- 2013 BH47
- 2013 BJ47
- 2013 BO47
- 2013 BR47
- 2013 BT47
- 2013 BA48
- 2013 BE48
- 2013 BS48
- 2013 BJ49
- 2013 BV49
- 2013 BX49
- 2013 BN50
- 2013 BT50
- 2013 BC51
- 2013 BO51
- 2013 BP51
- 2013 BB52
- 2013 BP52
- 2013 BZ52
- 2013 BA53
- 2013 BH53
- 2013 BJ53
- 2013 BK53
- 2013 BS53
- 2013 BC54
- 2013 BL54
- 2013 BO54
- 2013 BP54
- 2013 BX54
- 2013 BA55
- 2013 BJ55
- 2013 BV55
- 2013 BW55
- 2013 BB56
- 2013 BJ56
- 2013 BT56
- 2013 BZ56
- 2013 BB57
- 2013 BC57
- 2013 BR57
- 2013 BX57
- 2013 BJ58
- 2013 BM58
- 2013 BO58
- 2013 BX58
- 2013 BP59
- 2013 BM60
- 2013 BQ60
- 2013 BS60
- 2013 BX60
- 2013 BQ61
- 2013 BR61
- 2013 BJ62
- 2013 BS62
- 2013 BW62
- 2013 BB63
- 2013 BJ63
- 2013 BJ64
- 2013 BO64
- 2013 BU64
- 2013 BD66
- 2013 BP66
- 2013 BV66
- 2013 BY66
- 2013 BD67
- 2013 BQ67
- 2013 BW67
- 2013 BC68
- 2013 BR68
- 2013 BU68
- 2013 BG69
- 2013 BH69
- 2013 BN69
- 2013 BS69
- 2013 BT69
- 2013 BU69
- 2013 BB70
- 2013 BC70
- 2013 BD70
- 2013 BG70
- 2013 BK71
- 2013 BM71
- 2013 BU71
- 2013 BW71
- 2013 BE72
- 2013 BN72
- 2013 BP72
- 2013 BS72
- 2013 BT72
- 2013 BV72
- 2013 BL73
- 2013 BM73
- 2013 BN73
- 2013 BX73
- 2013 BA74
- 2013 BB74
- 2013 BC74
- 2013 BD74
- 2013 BE74
- 2013 BT74
- 2013 BY74
- 2013 BZ74
- 2013 BE75
- 2013 BF75
- 2013 BG75
- 2013 BK75
- 2013 BS75
- 2013 BT75
- 2013 BV75
- 2013 BJ76
- 2013 BM76
- 2013 BO76
- 2013 BS76
- 2013 BB77
- 2013 BD77
- 2013 BF77
- 2013 BH77
- 2013 BL77
- 2013 BO77
- 2013 BT77
- 2013 BW77
- 2013 BC78
- 2013 BK78
- 2013 BO78
- 2013 BD79
- 2013 BJ79
- 2013 BC80
- 2013 BL80
- 2013 BQ80
- 2013 BR80
- 2013 BL81
- 2013 BM81
- 2013 BN81
- 2013 BQ81
- 2013 BT81
- 2013 BC82
- 2013 BR82
- 2013 BW82
- 2013 BX82
- 2013 BY82
- 2013 BN83
- 2013 BS83
- 2013 BD84
- 2013 BJ84
- 2013 BO84
- 2013 BQ84
- 2013 BS84
- 2013 BF85
- 2013 BL85
- 2013 BM85
- 2013 BN85
- 2013 BQ85
- 2013 BV85
- 2013 BA86
- 2013 BC86
- 2013 BH86
- 2013 BJ86
- 2013 BK86
- 2013 BL86
- 2013 BM86
- 2013 BN86
- 2013 BQ86
- 2013 BR86
- 2013 BS86
- 2013 BT86
- 2013 BU86
- 2013 BV86
- 2013 BX86
- 2013 BY86
- 2013 BZ86
- 2013 BB87
- 2013 BC87
- 2013 BD87
- 2013 BE87
- 2013 BG87
- 2013 BH87
- 2013 BJ87
- 2013 BL87
- 2013 BN87
- 2013 BO87
- 2013 BQ87
- 2013 BS87
- 2013 BU87
- 2013 BV87
- 2013 BW87
- 2013 BX87
- 2013 BY87
- 2013 BZ87
- 2013 BB88
- 2013 BQ88
- 2013 BR88
- 2013 BS88
- 2013 BW88
- 2013 BZ88
- 2013 BC89
- 2013 BF89
- 2013 BJ89
- 2013 BL89
- 2013 BM89
- 2013 BO89
- 2013 BP89
- 2013 BR89
- 2013 BS89
- 2013 BX89
- 2013 BB90
- 2013 BD90
- 2013 BF90
- 2013 BJ90
- 2013 BR90
- 2013 BS90
- 2013 BW90
- 2013 BZ90
- 2013 BB91
- 2013 BG91
- 2013 BH91
- 2013 BK91
- 2013 BL91
- 2013 BP91
- 2013 BU91
- 2013 BW91
- 2013 BX91
- 2013 BZ91
- 2013 BB92
- 2013 BC92
- 2013 BD92
- 2013 BG92
- 2013 BM92
- 2013 BP92
- 2013 BT92
- 2013 BZ92
- 2013 BA93
- 2013 BB93
- 2013 BC93
- 2013 BD93
- 2013 BF93
- 2013 BH93
- 2013 BJ93
- 2013 BK93
- 2013 BL93
- 2013 BO93
- 2013 BP93
- 2013 BS93
- 2013 BT93
- 2013 BU93
- 2013 BV93
- 2013 BW93
- 2013 BY93
- 2013 BA94
- 2013 BB94
- 2013 BE94
- 2013 BG94
- 2013 BH94
- 2013 BJ94
- 2013 BZ94
- 2013 BC95
- 2013 BD95
- 2013 BE95
- 2013 BF95
- 2013 BJ95
- 2013 BT95
- 2013 BX95
- 2013 BY95
- 2013 BA96
- 2013 BE96
- 2013 BF96
- 2013 BH96
- 2013 BJ96
- 2013 BO96
- 2013 BP96
- 2013 BT96
- 2013 BV96
- 2013 BY96
- 2013 BD97
- 2013 BE97
- 2013 BF97
- 2013 BH97
- 2013 BJ97
- 2013 BK97
- 2013 BP97
- 2013 BR97
- 2013 BS97
- 2013 BT97
- 2013 BU97
- 2013 BV97
- 2013 BW97
- 2013 BY97
- 2013 BA98
- 2013 BB98
- 2013 BC98
- 2013 BD98
- 2013 BE98
- 2013 BF98
- 2013 BK98
- 2013 BQ98
- 2013 BR98
- 2013 BU98
- 2013 BW98
- 2013 BX98
- 2013 BB99
- 2013 BD99
- 2013 BF99
- 2013 BG99
- 2013 BH99
- 2013 BJ99
- 2013 BK99
- 2013 BL99
- 2013 BM99
- 2013 BN99
- 2013 BO99
- 2013 BP99
- 2013 BS99
- 2013 BT99
- 2013 BX99
- 2013 BA100
- 2013 BD100
- 2013 BH100
- 2013 BJ100
- 2013 BP100
- 2013 BR100
- 2013 BS100
- 2013 BV100
- 2013 BW100
- 2013 BX100
- 2013 BB101
- 2013 BR101
- 2013 BU101
- 2013 BV101
- 2013 BA102
- 2013 BE102
- 2013 BF102
- 2013 BG102
- 2013 BN102
- 2013 BO102
- 2013 BU102
- 2013 BV102
- 2013 BW102
- 2013 BX102
- 2013 BY102
- 2013 BZ102
- 2013 BA103
- 2013 BB103
- 2013 BC103
- 2013 BD103
- 2013 BF103
- 2013 BH103
- 2013 BJ103
- 2013 BM103
- 2013 BR103
- 2013 BS103
- 2013 BT103
- 2013 BU103
- 2013 BV103
- 2013 BW103
- 2013 BX103
- 2013 BY103
- 2013 BB104
- 2013 BC104
- 2013 BD104
- 2013 BE104
- 2013 BF104
- 2013 BH104
- 2013 BL104
- 2013 BO104
- 2013 BP104
- 2013 BQ104
- 2013 BR104
- 2013 BS104
- 2013 BT104
- 2013 BU104
- 2013 BV104
- 2013 BW104
- 2013 BX104
- 2013 BY104
- 2013 BB105
- 2013 BC105
- 2013 BG105
- 2013 BH105
- 2013 BJ105
- 2013 BK105
- 2013 BL105
- 2013 BM105
- 2013 BO105
- 2013 BP105
- 2013 BQ105
- 2013 BR105
- 2013 BT105
- 2013 BV105
- 2013 BZ105
- 2013 BA106
- 2013 BD106
- 2013 BF106
- 2013 BG106
- 2013 BK106
- 2013 BL106
- 2013 BM106
- 2013 BN106
- 2013 BS106
- 2013 BV106
- 2013 BW106
- 2013 BX106
- 2013 BY106
- 2013 BZ106
- 2013 BB107
- 2013 BC107
- 2013 BE107
- 2013 BJ107
- 2013 BL107
- 2013 BN107
- 2013 BO107
- 2013 BP107
- 2013 BT107
- 2013 BV107
- 2013 BW107
- 2013 BY107
- 2013 BA108
- 2013 BB108
- 2013 BC108
- 2013 BD108
- 2013 BE108
- 2013 BF108
- 2013 BG108
- 2013 BH108
- 2013 BJ108
- 2013 BK108
- 2013 BN108
- 2013 BO108
- 2013 BQ108
- 2013 BS108
- 2013 BT108
- 2013 BU108
- 2013 BV108
- 2013 BW108
- 2013 BX108
- 2013 BY108
- 2013 BZ108
- 2013 BA109
- 2013 BB109
- 2013 BC109
- 2013 BD109
- 2013 BE109
- 2013 BG109
- 2013 BH109
- 2013 BJ109
- 2013 BK109
- 2013 BM109
- 2013 BN109
- 2013 BO109
- 2013 BP109
- 2013 BS109
- 2013 BU109
- 2013 BV109
- 2013 BW109
- 2013 BX109
- 2013 BY109
- 2013 BZ109
- 2013 BA110
- 2013 BB110
- 2013 BC110
- 2013 BD110
- 2013 BF110
- 2013 BG110
- 2013 BH110
- 2013 BJ110
- 2013 BL110
- 2013 BM110
- 2013 BN110
- 2013 BO110
- 2013 BP110
- 2013 BQ110
- 2013 BR110
- 2013 BS110
- 2013 BT110
- 2013 BU110
- 2013 BV110
- 2013 BW110
- 2013 BY110
- 2013 BZ110
- 2013 BA111
- 2013 BB111
- 2013 BC111
- 2013 BE111
- 2013 BH111
- 2013 BJ111
- 2013 BK111
- 2013 BL111
- 2013 BM111
- 2013 BN111
- 2013 BO111
- 2013 BP111
- 2013 BQ111